# Мансуров, Марсель Данисович
Марсель Данисович Мансуров (род. 27 января 1994, Екатеринбург) — российский спортсмен, каратист, чёрный пояс (1 дан), заслуженный мастер спорта России, двукратный чемпион мира (2015,2017), чемпион Европы (2018), чемпион России (2014), основатель первого инклюзивного клуба боевых искусств DOJO № 1.

## Карьера
Марсель Мансуров родился 27 января 1994 года в Екатеринбурге. В возрасте 7 лет начал заниматься карате под руководством сихана Баранова Александра Викторовича (заслуженный тренер России, чёрный пояс, 5 дан), первую победу в соревнованиях по карате одержал в 8 лет, после чего началась череда побед на региональных чемпионатах. В возрасте 12 лет получил травму руки (перелом лучевой кости левой руки) и был вынужден пропустить свой первый официальный чемпионат России среди юношей, хотя являлся фаворитом. Впоследствии данная травма повторялась ещё дважды, тем самым спортсмен выпал из соревновательного процесса федерального уровня практически до 16 лет, но продолжал выступать на региональных турнирах и одерживал победу несмотря на травму. Этот период сформировал бойцовский дух, который привёл Марселя к победам мирового уровня. В 17 лет впервые занял призовое место (2) на первенстве России среди юниоров, одержав победу в трёх боях, но проиграв финальный бой в связи со снятием очков за нарушение правил (удары руками в голову), это был завершающий турнир под руководством первого тренера.
В возрасте 18 лет Марсель перешёл в сборную команду Свердловской области и начал тренироваться под руководством сихана Бура Андрея Владимировича (заслуженный тренер России, чёрный пояс, 6 дан, воспитал нескольких чемпионов мира).
Дебютом, в категории мужчин, стал чемпионат Урала (в киокусинкай бойцы старше 18 лет переходят в общую категорию, где возраст уже не имеет значения, категории разделяются только по весу), на котором Марсель занял второе место и прошёл отбор в сборную Свердловской области на Чемпионат России, но потерпел поражение, одержав победу только в первом бою. В возрасте 20 лет стал чемпионом России IFK (2014, Москва), одержав победу в пяти поединках, среди его соперников были топовые бойцы мирового уровня. В 2015 году занял второе место на отборочном чемпионате России на чемпионат мира KWU, попал в сборную команды России в весовой категории до 65 кг. После этого Марсель вместе со своим тренером А. В. Бура и действующим чемпионом мира Е. В. Мамро провели семинар в Токио для японских бойцов и представителей всех федераций киокусинкай, проведя более семидесяти боёв в течение трёх дней.
В возрасте 21 года Марсель стал чемпионом мира KWU (2015, Хабаровск), после него был чемпионат Европы IFK (2015, Болгария), где он занял второе место.
В 23 года стал чемпионом мира IFK (2017, Румыния), досрочно победив в пяти боях и завершил свою соревновательную карьеру в связи с открытием своего клуба DOJO № 1, углубился в тренерскую деятельность и в написание методического пособия по работе с особыми детьми (ОВЗ, РАС, ДЦП, синдром Дауна, различные степени инвалидности, с физическими и ментальными нарушениями), что легло в основу программы, которую Марсель презентовал в 2019 году в США, куда был отобран в составе делегации специалистов. В данное время ведёт активную работу по включению лиц с ОВЗ в тренировочный и соревновательный процесс.
Тренерский состав клуба DOJO № 1 под руководством Марселя Мансурова регулярно посещает учреждения (детские дома, интернаты, колонии для подростков, коррекционные школы, общеобразовательные школы, институты, спортивные лагеря), с целью развития здорового образа жизни в сознании молодого поколения.
Провёл множество семинаров в России и мире: Япония (2015), Греция (2016), г. Челябинск, Россия (2018), г. Североуральск, Россия (2019), Китай (2019), а также учебно-тренировочные сборы в Грузии для 100 человек (2017 и 2018).

## Образование
лицей № 180 «Полифорум», г. Екатеринбург (2012 г.)
бакалавр, специальность «юриспруденция», Уральский Государственный Юридический Университет (2016 г.)
диплом о профессиональной переподготовке: «Организация и педагогическая деятельность в сфере физической культуры и спорта. Теория и методика киокусинкай» (2018 г.), Российская академия предпринимательства
диплом о профессиональной переподготовке: «Тьюторское сопровождение обучающихся с ограниченными возможностями здоровья», Уральский Государственный Педагогический университет (2018 г.)
младший сержант армии, должность: стрелок

## Спортивные достижения
Чемпионат России по киокусинкай среди мужчин IFK 2014, Москва — 1 место
Чемпионат мира по киокусинкай KWU 2015 — Хабаровск, 1 место
Чемпионат мира по киокусинкай IFK 2017 — Сибиу, Румыния 1 место
Чемпионат Европы KWF 2018, Калининград, 1 место
Приказом 47-нг, от 25.03.2019 присвоено звание заслуженного мастера спорта по киокусинкай
Премия «родительское спасибо» от лица Всероссийской ассоциации родителей детей инвалидов (ВОРДИ), за вклад в развитие особых детей
Делегат по программе Open World 2019 в США